# 001
Pour un article plus général, voir Discographie de Girls In hawaii.
Albums de Girls In Hawaii
From Here To There
(2003)
001 est un album de démo du groupe Girls In Hawaii et la première production du groupe. Sorti en 2002, il est maintenant introuvable, bien qu’il fût disponible à l’époque sur des réseaux p2p. Il présente des versions non finalisées de futures chansons du premier album (« Love’s a better way to travel » devait sortir en single pour le premier album mais n'a finalement jamais été commercialisée).
Il est important de noter qu'à l'époque, le groupe était composé uniquement de Antoine Wielemans & Lionel Vancauwenberghe.

## Liste des titres
Toutes les chansons sont crédités à Antoine Wielemans & Lionel Vancauwenberghe.
| No | Titre                         | Paroles                                   | Musique                                   | Durée |
| -- | ----------------------------- | ----------------------------------------- | ----------------------------------------- | ----- |
| 1. | 9.00 am                       | Antoine Wielemans & Lionel Vancauwenberge | Antoine Wielemans & Lionel Vancauwenberge | 3:03  |
| 2. | Shapedbeebed                  | Antoine Wielemans & Lionel Vancauwenberge | Antoine Wielemans & Lionel Vancauwenberge | 3:54  |
| 3. | Girls in Hawaii               | Antoine Wielemans & Lionel Vancauwenberge | Antoine Wielemans & Lionel Vancauwenberge | 4:28  |
| 4. | Confidence                    | Antoine Wielemans & Lionel Vancauwenberge | Antoine Wielemans & Lionel Vancauwenberge | 6:07  |
| 5. | Time to Forgive the Winter    | Antoine Wielemans & Lionel Vancauwenberge | Antoine Wielemans & Lionel Vancauwenberge | 2:57  |
| 6. | Found In The Ground           | Antoine Wielemans & Lionel Vancauwenberge | Antoine Wielemans & Lionel Vancauwenberge | 3:02  |
| 7. | Casper                        | Antoine Wielemans & Lionel Vancauwenberge | Antoine Wielemans & Lionel Vancauwenberge | 3:15  |
| 8. | Love's a Better Way to Travel | Antoine Wielemans & Lionel Vancauwenberge | Antoine Wielemans & Lionel Vancauwenberge | 3:02  |
| 9. | Organeum #2                   | Antoine Wielemans & Lionel Vancauwenberge | Antoine Wielemans & Lionel Vancauwenberge | 4:38  |